# Retournac
Retournac település Franciaországban, Haute-Loire megyében. Lakosainak száma 2971 fő (2022. január 1.). Retournac Beaux, Beauzac, Chamalières-sur-Loire, Mézères, Roche-en-Régnier, Saint-Julien-du-Pinet, Solignac-sous-Roche és Tiranges községekkel határos.

## Népesség
A település népessége az elmúlt években az alábbi módon változott:
| Lakosok száma | 2600 | 2249 | 2270 | 2538 | 2837 | 2899 | 2929 | 2990 | 2986 | 2971 |
|               | 1968 | 1982 | 1990 | 2006 | 2013 | 2015 | 2017 | 2019 | 2020 | 2022 |